# Coeficiente de correlação de postos de Spearman
Em estatística, o coeficiente de correlação de postos de Spearman ou rô de Spearman, que recebe este nome em homenagem ao psicólogo e estatístico Charles Spearman, frequentemente denotado pela letra grega {\displaystyle \rho } (rô) ou {\displaystyle r_{s}}, é uma medida não paramétrica de correlação de postos (dependência estatística entre a classificação de duas variáveis). O coeficiente avalia com que intensidade a relação entre duas variáveis pode ser descrita pelo uso de uma função monótona. A correlação de Spearman entre duas variáveis é igual à correlação de Pearson entre os valores de postos daquelas duas variáveis. Enquanto a correlação de Pearson avalia relações lineares, a correlação de Spearman avalia relações monótonas, sejam elas lineares ou não. Se não houver valores de dados repetidos, uma correlação de Spearman perfeita de +1 ou -1 ocorre quando cada uma das variáveis é uma função monótona perfeita da outra.
Intuitivamente, a correlação de Spearman entre duas variáveis será alta quando observações tiverem uma classificação semelhante (ou idêntica no caso da correlação igual a 1) entre as duas variáveis, isto é, a posição relativa das observações no interior da variável (1º, 2º, 3º, etc.), e baixa quando observações tiverem uma classificação dessemelhante (ou completamente oposta no caso da correlação igual a -1) entre as duas variáveis.
O coeficiente de Spearman é apropriado tanto para variáveis contínuas, como para variáveis discretas, incluindo variáveis ordinais. Tanto o {\displaystyle \rho } de Spearman, como o {\displaystyle \tau } de Kendall pode ser formulados como casos especiais de um coeficiente de correlação mais geral.

## Definição e cálculo

Uma correlação de Spearman igual a 1 ocorre quando as duas variáveis comparadas são monotonamente relacionadas, mesmo se a relação entre elas não for linear. Isto quer dizer que todos os pontos de dados com valores maiores do que o valor de um ponto de dado específico terão valores maiores também. Em contraste, isto não dá uma correlação de Pearson perfeita.

O coeficiente de correlação de Spearman é definido como o coeficiente de correlação de Pearson entre variáveis classificadas em postos.
Para uma amostra de tamanho {\displaystyle n}, os {\displaystyle n} dados brutos {\displaystyle X_{i},Y_{i}} são convertidos em postos {\displaystyle \operatorname {rg} X_{i},\operatorname {rg} Y_{i}} e {\displaystyle r_{s}} é computado a partir de:
{\displaystyle r_{s}=\rho _{\operatorname {rg} _{X},\operatorname {rg} _{Y}}={\frac {\operatorname {cov} (\operatorname {rg} _{X},\operatorname {rg} _{Y})}{\sigma _{\operatorname {rg} _{X}}\sigma _{\operatorname {rg} _{Y}}}},}
em que
- {\displaystyle \rho } denota o usual coeficiente de correlação de Pearson, mas aplicado às variáveis em postos;
- {\displaystyle \operatorname {cov} (\operatorname {rg} _{X},\operatorname {rg} _{Y})} é a covariância das variáveis em postos;
- {\displaystyle \sigma _{\operatorname {rg} _{X}}} e {\displaystyle \sigma _{\operatorname {rg} _{Y}}} são os desvios padrão das variáveis em postos.

Apenas se todos os postos {\displaystyle n} forem números inteiros distintos, o coeficiente pode ser calculado usando a fórmula popular:
{\displaystyle r_{s}={1-{\frac {6\sum d_{i}^{2}}{n(n^{2}-1)}}},}
em que
- {\displaystyle d_{i}=\operatorname {rg} (X_{i})-\operatorname {rg} (Y_{i})} é a diferença entre os dois postos de cada observação;
- {\displaystyle n} é o número de observações.

Quando há valores idênticos, geralmente se atribui a cada valor um posto fracionário igual à média de suas posições na ordem ascendente dos valores, que é equivalente ao cálculo da média de todas as permutações possíveis.
Se valores repetidos estiverem presentes nos conjuntos de dados, a equação produz resultados incorretos. Apenas se, em ambas as variáveis, todos os postos forem distintos, então, {\displaystyle \sigma _{\operatorname {rg} _{X}}\sigma _{\operatorname {rg} _{Y}}=\operatorname {Var} {\operatorname {rg} _{X}}=\operatorname {Var} {\operatorname {rg} _{Y}}=n(n^{2}-1)/6} (vide número tetraédrico {\displaystyle T_{n-1}}). A primeira equação — normalizando pelo desvio padrão — pode ser usada até mesmo quando os postos forem normalizados a {\displaystyle [0;1]} ("postos relativos"), porque não é sensível tanto à translação, quanto ao escalonamento linear.
Este método também não deve ser usado em casos em que o conjunto de dados estiver truncado, isto é, quando o coeficiente de correlação de Spearman for desejado para os {\displaystyle X} registros do topo (seja pelos postos pré-mudança, pelos postos pós-mudança ou ambos). Neste caso, deve-se usar a fórmula do coeficiente de correlação de Pearson descrita acima.
O erro padrão {\displaystyle \sigma } do coeficiente foi determinado pelo estatístico britânico Karl Pearson em 1907 e pelo matemático britânico Thorold Gosset em 1920, sendo:
{\displaystyle \sigma _{r_{s}}={\frac {0.6325}{\sqrt {n-1}}}.}

## Quantidades relacionadas
Há várias outras medidas numéricas que quantificam a intensidade da dependência estatística entre parers de observações. A mais comum é o coeficiente de correlação produto-momento de Pearson, que é um método de correlação semelhante ao coeficiente de correlação de postos de Spearman, que mede as relações "lineares" entre números brutos, não entre seus postos.
Um nome alternativo para a correlação de postos de Spearman é "correlação de grau". Nesta denominação, o "posto" de uma observação é substituído pelo "grau". Em distribuições contínuas, o grau de uma observação é, por convenção, sempre uma metade menor que o posto. Assim, as correlações entre graus e postos são iguais neste caso. De forma mais generalizada, o "grau" de uma observação é proporcional ao valor estimado da fração de uma população menor que um dado valor, com o ajuste da meia-observação nos valores observados. Assim, isto corresponde a um tratamento possível de postos empatados. Ainda que incomum, o termo "correlação de grau" ainda está em uso.

## Interpretação
O sinal da correlação de Spearman indica a direção da associação entre {\displaystyle X} (a variável independente) e {\displaystyle Y} (a variável dependente). Se {\displaystyle Y} tende a aumentar quando {\displaystyle X} aumenta, o coeficiente de correlação de Spearman é positivo. Se {\displaystyle Y} tende a diminuir quando {\displaystyle X} aumenta, o coeficiente de correlação de Spearman é negativo. Um coeficiente de Spearman igual a zero indica que não há tendência de que {\displaystyle Y} aumente ou diminua quando {\displaystyle X} aumenta. A correlação de Spearman aumenta em magnitude conforme {\displaystyle X} e {\displaystyle Y} ficam mais próximas de serem funções monótonas perfeitas uma da outra. Quando {\displaystyle X} e {\displaystyle Y} são perfeitamente monotonamente relacionadas, o coeficiente de correlação de Spearman se torna 1. Uma relação crescente monótona perfeita implica que, para quaisquer dois pares de valores de dados {\displaystyle X_{i},Y_{i}} e {\displaystyle X_{j},Y_{j}}, Xi − Xj e Yi − Yj terão sempre o mesmo sinal. Uma relação decrescente monótona perfeita implica que estas diferenças terão sempre sinais opostos.
O coeficiente de correlação de Spearman é frequentemente descrito como sendo "não paramétrico". Isto pode ter dois sentidos. Em primeiro lugar, uma correlação de Spearman perfeita ocorre quando {\displaystyle X} e {\displaystyle Y} estão relacionados por qualquer função monótona, em contraste com a correlação de Pearson, que só dá um valor perfeito quando {\displaystyle X} e {\displaystyle Y} estão relacionadas por uma função linear. O outro sentido em que a correlação de Spearman é não paramétrica se refere ao fato de que sua exata distribuição de amostragem pode ser obtida sem conhecimento (isto é, sem informação sobre os parâmetros) quanto à distribuição de probabilidade conjunta de {\displaystyle X} e {\displaystyle Y}.

## Exemplo

Quando os dados são aproximadamente distribuídos de forma elíptica e não há outliers proeminentes, a correlação de Spearman e a correlação de Pearson dão valores semelhantes.

A correlação de Spearman é menos sensível do que a correlação de Pearson a fortes outliers nas caudas de ambas as amostras. Isto se dá porque o rô de Spearman limita o outlier ao valor de seu posto.

Neste exemplo, os dados brutos na tabela abaixo são usados para calcular a correlação entre o QI de uma pessoa e o número de horas em que assiste televisão por semana.
| QI, {\displaystyle X_{i}} | Horas de TV por semana, {\displaystyle Y_{i}} |
| ------------------------- | --------------------------------------------- |
| 106                       | 7                                             |
| 86                        | 0                                             |
| 100                       | 27                                            |
| 101                       | 50                                            |
| 99                        | 28                                            |
| 103                       | 29                                            |
| 97                        | 20                                            |
| 113                       | 12                                            |
| 112                       | 6                                             |
| 110                       | 17                                            |

Primeiro, é necessário achar o valor do termo {\displaystyle d_{i}^{2}}. Para fazer isto, executam-se os seguintes passos, refletidos na tabela abaixo:
1. Ordene os dados de acordo com a primeira coluna ({\displaystyle X_{i}}). Crie uma nova coluna {\displaystyle x_{i}} e atribua a esta coluna os valores dos postos {\displaystyle 1,2,3,...,n};
2. Em seguida, ordene os dados de acordo com a segunda coluna ({\displaystyle Y_{i}}). Crie uma quarta coluna {\displaystyle y_{i}} e, analogamente, atribua a esta coluna os valores dos postos {\displaystyle 1,2,3,...,n};
3. Crie uma quinta coluna {\displaystyle d_{i}} para conter as diferenças entre os postos das duas colunas {\displaystyle x_{i}} e {\displaystyle y_{i}};
4. Crie uma última coluna {\displaystyle d_{i}^{2}} para conter os quadrados dos valores da coluna {\displaystyle d_{i}}.

| QI, {\displaystyle X_{i}} | Horas de TV por semana, {\displaystyle Y_{i}} | posto {\displaystyle x_{i}} | posto {\displaystyle y_{i}} | {\displaystyle d_{i}} | {\displaystyle d_{i}^{2}} |
| ------------------------- | --------------------------------------------- | --------------------------- | --------------------------- | --------------------- | ------------------------- |
| 86                        | 0                                             | 1                           | 1                           | 0                     | 0                         |
| 97                        | 20                                            | 2                           | 6                           | −4                    | 16                        |
| 99                        | 28                                            | 3                           | 8                           | −5                    | 25                        |
| 100                       | 27                                            | 4                           | 7                           | −3                    | 9                         |
| 101                       | 50                                            | 5                           | 10                          | −5                    | 25                        |
| 103                       | 29                                            | 6                           | 9                           | −3                    | 9                         |
| 106                       | 7                                             | 7                           | 3                           | 4                     | 16                        |
| 110                       | 17                                            | 8                           | 5                           | 3                     | 9                         |
| 112                       | 6                                             | 9                           | 2                           | 7                     | 49                        |
| 113                       | 12                                            | 10                          | 4                           | 6                     | 36                        |

Calculados os valores {\displaystyle d_{i}^{2}}, são somados para encontrar {\displaystyle \sum d_{i}^{2}=194}. O valor de {\displaystyle n} é 10. Agora, estes valores podem ser substituidos na equação {\displaystyle \rho =1-{\frac {6\sum d_{i}^{2}}{n(n^{2}-1)}}}:
{\displaystyle \rho =1-{\frac {6\times 194}{10(10^{2}-1)}},}
o que resulta em ρ = −29/165 = −0,175757575... com um valor-p igual a 0,627188, usando a distribuição t de Student.
Este valor baixo mostra que a correlação entre QI e número de horas na frente da TV é muito baixa, ainda que o valor negativo sugira que, quanto mais tempo se passa assistindo televisão, mais baixo o QI. No caso de empates nos dados originais, esta fórmula não deve ser usada. Em vez disso, o coeficiente de correlação de Pearson deve ser calculado nos postos (quando se atribuem postos aos empates, como descrito acima).

## Determinação da significância

Gráfico dos dados apresentados. É possível observar que pode haver uma correlação negativa, mas que a relação não parece definitiva.

Uma abordagem para testar se um valor observado de {\displaystyle \rho } é significantemente diferente de zero ({\displaystyle r} sempre se manterá entre -1 e 1) consiste em calcular a probabilidade de que seria maior ou igual ao {\displaystyle r} observado, dada a hipótese nula, ao usar um teste de permutação. Uma vantagem desta abordagem é que ela automaticamente leva em conta o número de valores empatados de dados na amostra e a forma como são tratados ao computar a correlação de postos.
Uma abordagem faz paralelo ao uso da transformação de Fisher no caso do coeficiente de correlação produto-momento de Pearson, isto é, intervalos de confiança e testes de hipóteses relativos ao valor da população {\displaystyle \rho } podem ser conduzidos usando a transformação de Fisher:
{\displaystyle F(r)={1 \over 2}\ln {1+r \over 1-r}=\operatorname {artanh} (r).}
Se {\displaystyle F(r)} for a transformação de Fisher de {\displaystyle r}, o coeficiente de correlação de postos de Spearman amostral, e {\displaystyle n} for o tamanho da amostra, então: 
{\displaystyle z={\sqrt {\frac {n-3}{1.06}}}F(r)}
é um escore padronizado para {\displaystyle r} que segue aproximadamente uma distribuição normal padrão sob a hipótese nula da independência estatística ({\displaystyle \rho =0}).
Pode-se também testar por significância usando:
{\displaystyle t=r{\sqrt {\frac {n-2}{1-r^{2}}}}}
que é aproximadamente distribuído como a distribuição t de Student com {\displaystyle n-2} graus de liberdade sob a hipótese nula. Uma justificação para este resultado se baseia em um argumento de permutação.
Uma generalização do coeficiente de Spearman é útil na situação em que há três ou mais condições, uma quantidade de sujeitos é toda observada em cada uma delas e se prevê que as observações terão uma ordem particular. Por exemplo, cada sujeito deste grupo será avaliado três vezes fazendo a mesma tarefa e se prevê que a performance melhorará a cada avaliação. Um teste da significância da tendência entre condições nesta situação foi desenvolvido por Ellis Batten Page, sendo usualmente chamado de teste de tendência de Page para alternativas ordenadas.

## Análise de correspondência baseada no rô de Spearman
A análise de correspondência clássica é um método estatístico que dá um escore para todo valor de duas variáveis nominais. Desta forma, o coeficiente de correlação de Pearson entre eles é maximizado.
Há um equivalente deste método, chamado de análise de correspondência de grau, que maximiza o rô de Spearman e o tau de Kendall.